# Kenya aux Jeux olympiques d'été de 2020
Le Kenya participe aux Jeux olympiques de 2020 à Tokyo au Japon se tenant du 23 juillet au 8 août 2021. Il s'agit de sa 15e participation à des Jeux d'été.
Le Comité international olympique autorise à partir de ces Jeux à ce que les délégations présentent deux porte-drapeaux, une femme et un homme, pour la cérémonie d'ouverture. Le joueur de rugby à sept Andrew Amonde et la joueuse de volley-ball Mercy Moim sont nommés par le Comité national olympique du Kenya le 16 juillet 2021.

## Médaillés
| Sport      | Discipline        | Athlète(s)        | Performance      | Date   |
| ---------- | ----------------- | ----------------- | ---------------- | ------ |
| Athlétisme | 800 m masculin    | Emmanuel Korir    | 1 min 45 s 6     | 4 août |
| Athlétisme | 1 500 m féminin   | Faith Kipyegon    | 3 min 53 s 11 OR | 6 août |
| Athlétisme | Marathon féminin  | Peres Jepchirchir | 2 h 27 min 20 s  | 7 août |
| Athlétisme | Marathon masculin | Eliud Kipchoge    | 2 h 8 min 38 s   | 8 août |

| Sport      | Discipline       | Athlète(s)        | Performance     | Date   |
| ---------- | ---------------- | ----------------- | --------------- | ------ |
| Athlétisme | 5 000 m féminin  | Hellen Obiri      | 14 min 38 s 36  | 2 août |
| Athlétisme | 800 m masculin   | Ferguson Rotich   | 1 min 45 s 23   | 4 août |
| Athlétisme | Marathon féminin | Brigid Kosgei     | 2 h 27 min 36 s | 7 août |
| Athlétisme | 1 500 m masculin | Timothy Cheruiyot | 3 min 29 s 1    | 7 août |

| Sport      | Discipline               | Athlète(s)     | Performance   | Date   |
| ---------- | ------------------------ | -------------- | ------------- | ------ |
| Athlétisme | 3 000 m steeple masculin | Benjamin Kigen | 8 min 11 s 45 | 2 août |
| Athlétisme | 3 000 m steeple féminin  | Hyvin Jepkemoi | 9 min 5 s 39  | 4 août |

| Sport      |   |   |   | Total |
| ---------- | - | - | - | ----- |
| Athlétisme | 4 | 4 | 2 | 10    |
| Total      | 4 | 4 | 2 | 10    |

| Jour   |   |   |   | Total |
| ------ | - | - | - | ----- |
| 2 août | 0 | 1 | 1 | 2     |
| 4 août | 1 | 1 | 1 | 3     |
| 6 août | 1 | 0 | 0 | 1     |
| 7 août | 1 | 2 | 0 | 3     |
| 8 août | 1 | 0 | 0 | 1     |
| Total  | 4 | 4 | 2 | 10    |

| Sexe   |   |   |   | Total |
| ------ | - | - | - | ----- |
| Femmes | 2 | 2 | 1 | 5     |
| Hommes | 2 | 2 | 1 | 5     |
| Total  | 4 | 4 | 2 | 10    |

## Athlètes engagés
| Sport        | Hommes | Femmes | Total |
| ------------ | ------ | ------ | ----- |
| Athlétisme   | 22     | 18     | 40    |
| Boxe         | 2      | 2      | 4     |
| Natation     | 1      | 1      | 2     |
| Rugby à sept | 13     | 13     | 24    |
| Taekwondo    | 0      | 1      | 1     |
| Volley-ball  | 0      | 14     | 14    |
| Total        | 38     | 49     | 87    |

## Résultats

### Athlétisme
| Athlète                | Épreuve         | Tour préliminaire | Tour préliminaire | 1er tour       | 1er tour    | Demi-finale      | Demi-finale | Finale         | Finale                              |
| Athlète                | Épreuve         | Temps             | Rang              | Temps          | Rang        | Temps            | Rang        | Temps          | Rang                                |
| ---------------------- | --------------- | ----------------- | ----------------- | -------------- | ----------- | ---------------- | ----------- | -------------- | ----------------------------------- |
| Mark Odhiambo          | 100 m           | Exempté           | Exempté           | Forfait        | Forfait     | Forfait          | Forfait     | Forfait        | Forfait                             |
| Ferdinand Omurwa       | 100 m           | Exempté           | Exempté           | 10 s 1 NR      | 3e          | 10 s 0 NR        | 3e          | Éliminé        | Éliminé                             |
| Emmanuel Korir         | 400 m           | Non disputé       | Non disputé       | Disqualifié    | Disqualifié | Éliminé          | Éliminé     | Éliminé        | Éliminé                             |
| Emmanuel Korir         | 800 m           | Non disputé       | Non disputé       | 1 min 45 s 33  | 1er         | 1 min 44 s 74    | 2e          | 1 min 45 s 6   | Médaille d'or, Jeux olympiques      |
| Ferguson Rotich        | 800 m           | Non disputé       | Non disputé       | 1 min 43 s 75  | 1er         | 1 min 44 s 4     | 1er         | 1 min 45 s 23  | Médaille d'argent, Jeux olympiques  |
| Michael Saruni         | 800 m           | Non disputé       | Non disputé       | 1 min 45 s 21  | 2e          | 1 min 44 s 55    | 8e          | Éliminé        | Éliminé                             |
| Timothy Cheruiyot      | 1 500 m         | Non disputé       | Non disputé       | 3 min 36 s 1   | 2e          | 3 min 33 s 95    | 3e          | 3 min 29 s 1   | Médaille d'argent, Jeux olympiques  |
| Abel Kipsang           | 1 500 m         | Non disputé       | Non disputé       | 3 min 40 s 68  | 1er         | 3 min 31 s 65 OR | 1er         | 3 min 29 s 56  | 4e                                  |
| Charles Simotwo        | 1 500 m         | Non disputé       | Non disputé       | 3 min 27 s 26  | 10e         | 3 min 34 s 61    | 6e          | Éliminé        | Éliminé                             |
| Daniel Ebenyo          | 5 000 m         | Non disputé       | Non disputé       | 13 min 41 s 64 | 10e         | Non disputé      | Non disputé | Éliminé        | Éliminé                             |
| Nicholas Kimeli        | 5 000 m         | Non disputé       | Non disputé       | 13 min 38 s 87 | 1er         | Non disputé      | Non disputé | 12 min 59 s 17 | 4e                                  |
| Samwel Masai           | 5 000 m         | Non disputé       | Non disputé       | Forfait        | Forfait     | Non disputé      | Non disputé | Éliminé        | Éliminé                             |
| Rhonex Kipruto         | 10 000 m        | Non disputé       | Non disputé       | Non disputé    | Non disputé | Non disputé      | Non disputé | 27 min 52 s 78 | 9e                                  |
| Rodgers Kwemoi         | 10 000 m        | Non disputé       | Non disputé       | Non disputé    | Non disputé | Non disputé      | Non disputé | 27 min 50 s 6  | 7e                                  |
| Weldon Kipkurui Langat | 10 000 m        | Non disputé       | Non disputé       | Non disputé    | Non disputé | Non disputé      | Non disputé | 28 min 41 s 42 | 20e                                 |
| Leonard Bett           | 3 000 m steeple | Non disputé       | Non disputé       | 8 min 19 s 62  | 5e          | Non disputé      | Non disputé | Éliminé        | Éliminé                             |
| Abraham Kibiwot        | 3 000 m steeple | Non disputé       | Non disputé       | 8 min 12 s 25  | 1er         | Non disputé      | Non disputé | 8 min 19 s 41  | 10e                                 |
| Benjamin Kigen         | 3 000 m steeple | Non disputé       | Non disputé       | 8 min 10 s 80  | 3e          | Non disputé      | Non disputé | 8 min 11 s 45  | Médaille de bronze, Jeux olympiques |
| Lawrence Cherono       | Marathon        | Non disputé       | Non disputé       | Non disputé    | Non disputé | Non disputé      | Non disputé | 2 h 10 min 2 s | 4e                                  |
| Eliud Kipchoge         | Marathon        | Non disputé       | Non disputé       | Non disputé    | Non disputé | Non disputé      | Non disputé | 2 h 8 min 38 s | Médaille d'or, Jeux olympiques      |
| Amos Kipruto           | Marathon        | Non disputé       | Non disputé       | Non disputé    | Non disputé | Non disputé      | Non disputé | Abandon        | Abandon                             |

| Athlètes     | Épreuve           | Qualification | Qualification | Finale      | Finale  |
| Athlètes     | Épreuve           | Performance   | Rang          | Performance | Rang    |
| ------------ | ----------------- | ------------- | ------------- | ----------- | ------- |
| Mathieu Sawe | Saut en hauteur   | 2,17 m        | 30e           | Éliminé     | Éliminé |
| Julius Yego  | Lancer du javelot | 77,34 m       | 24e           | Éliminé     | Éliminé |

| Athlète                | Épreuve         | 1er tour       | 1er tour    | Demi-finale   | Demi-finale | Finale           | Finale                              |
| Athlète                | Épreuve         | Temps          | Rang        | Temps         | Rang        | Temps            | Rang                                |
| ---------------------- | --------------- | -------------- | ----------- | ------------- | ----------- | ---------------- | ----------------------------------- |
| Hellen Syombua         | 400 m           | 52 s 70        | 5e          | Éliminée      | Éliminée    | Éliminée         | Éliminée                            |
| Mary Moraa             | 800 m           | 2 min 1 s 66   | 3e          | 2 min 0 s 47  | e           | Éliminée         | Éliminée                            |
| Eunice Sum             | 800 m           | 2 min 3 s 0    | 6e          | Éliminée      | Éliminée    | Éliminée         | Éliminée                            |
| Emily Cherotich Tuei   | 800 m           | 2 min 8 s 8    | 8e          | Éliminée      | Éliminée    | Éliminée         | Éliminée                            |
| Winny Chebet           | 1 500 m         | 4 min 3 s 93   | 10e         | 4 min 11 s 62 | 13e         | Éliminée         | Éliminée                            |
| Edinah Jebitok         | 1 500 m         | 4 min 10 s 72  | qR          | 4 min 5 s 56  | 13e         | Éliminée         | Éliminée                            |
| Faith Kipyegon         | 1 500 m         | 4 min 1 s 40   | 1re         | 3 min 56 s 80 | 1re         | 3 min 53 s 11 OR | Médaille d'or, Jeux olympiques      |
| Hellen Obiri           | 5 000 m         | 14 min 55 s 77 | 2e          | Non disputé   | Non disputé | 14 min 38 s 36   | Médaille d'argent, Jeux olympiques  |
| Lilian Kasait Rengeruk | 5 000 m         | 14 min 50 s 36 | 5e          | Non disputé   | Non disputé | 14 min 55 s 85   | 12e                                 |
| Agnes Tirop            | 5 000 m         | 14 min 48 s 1  | 2e          | Non disputé   | Non disputé | 14 min 39 s 62   | 4e                                  |
| Sheila Chelangat       | 10 000 m        | Non disputé    | Non disputé | Non disputé   | Non disputé | 31 min 48 s 23   | 16e                                 |
| Irene Cheptai          | 10 000 m        | Non disputé    | Non disputé | Non disputé   | Non disputé | 30 min 44 s 0    | 6e                                  |
| Hellen Obiri           | 10 000 m        | Non disputé    | Non disputé | Non disputé   | Non disputé | 30 min 24 s 27   | 4e                                  |
| Beatrice Chepkoech     | 3 000 m steeple | 9 min 19 s 82  | 3e          | Non disputé   | Non disputé | 9 min 16 s 33    | 7e                                  |
| Hyvin Jepkemoi         | 3 000 m steeple | 9 min 23 s 17  | 1re         | Non disputé   | Non disputé | 9 min 5 s 39     | Médaille de bronze, Jeux olympiques |
| Purity Cherotich Kirui | 3 000 m steeple | 9 min 30 s 13  | 5e          | Non disputé   | Non disputé | Éliminée         | Éliminée                            |
| Ruth Chepngetich       | Marathon        | Non disputé    | Non disputé | Non disputé   | Non disputé | Abandon          | Abandon                             |
| Peres Jepchirchir      | Marathon        | Non disputé    | Non disputé | Non disputé   | Non disputé | 2 h 27 min 20 s  | Médaille d'or, Jeux olympiques      |
| Brigid Kosgei          | Marathon        | Non disputé    | Non disputé | Non disputé   | Non disputé | 2 h 27 min 36 s  | Médaille d'argent, Jeux olympiques  |

### Boxe
| Athlète           | Catégorie               | 1/16e de finale         | 1/8e de finale         | Quart de finale     | Demi-finale         | Finale              | Rang     |
| Athlète           | Catégorie               | Adversaire Résultat     | Adversaire Résultat    | Adversaire Résultat | Adversaire Résultat | Adversaire Résultat | Rang     |
| ----------------- | ----------------------- | ----------------------- | ---------------------- | ------------------- | ------------------- | ------------------- | -------- |
| Nicholas Okoth    | Plumes hommes (-57 kg)  | Tsendbaatar Défaite 2-3 | Éliminé                | Éliminé             | Éliminé             | Éliminé             | Éliminé  |
| Elly Ajowi Ochola | Lourds hommes (-91 kg)  | Exempté                 | de la Cruz Défaite 0-5 | Éliminé             | Éliminé             | Éliminé             | Éliminé  |
| Christine Ongare  | Mouches femmes (-51 kg) | Magno Défaite 0-5       | Éliminée               | Éliminée            | Éliminée            | Éliminée            | Éliminée |
| Elizabeth Akinyi  | Welters femmes (-69 kg) | Exemptée                | Panguana Défaite (RSC) | Éliminée            | Éliminée            | Éliminée            | Éliminée |

### Natation
| Athlète        | Épreuve                   | Séries  | Séries | Demi-finales | Demi-finales | Finale   | Finale   |
| Athlète        | Épreuve                   | Temps   | Rang   | Temps        | Rang         | Temps    | Rang     |
| -------------- | ------------------------- | ------- | ------ | ------------ | ------------ | -------- | -------- |
| Danilo Rosafio | 100 m nage libre masculin | 52 s 54 | 56e    | Éliminé      | Éliminé      | Éliminé  | Éliminé  |
| Emily Muteti   | 50 m nage libre féminin   | 26 s 31 | 43e    | Éliminée     | Éliminée     | Éliminée | Éliminée |

### Rugby à sept
Les équipes masculine et féminine du Kenya sont qualifiées pour les Jeux olympiques.
| Compétition      | Phase de groupe               | Phase de groupe             | Phase de groupe              | Phase de groupe | Quart de finale / MC | Demi-finale / MC | Finale / 3e / MC | Finale / 3e / MC |
| Compétition      | Adversaire Score              | Opposition Score            | Opposition Score             | Rang            | Opposition Score     | Opposition Score | Opposition Score | Rang             |
| ---------------- | ----------------------------- | --------------------------- | ---------------------------- | --------------- | -------------------- | ---------------- | ---------------- | ---------------- |
| Tournoi masculin | États-Unis Défaite 14-19      | Afrique du Sud Défaite 5-14 | Irlande Défaite 7-12         | 4e              | Éliminés             | Éliminés         | Éliminés         | Éliminés         |
| Tournoi féminin  | Nouvelle-Zélande Défaite 7-29 | ROC Défaite 12-35           | Grande-Bretagne Défaite 0-31 | 4e              | Éliminées            | Éliminées        | Éliminées        | Éliminées        |

### Taekwondo
| Athlète      | Compétition | Huitièmes de finale | Quarts de finale    | Demi-finales        | Repêchage              | Finale / MB         | Rang |
| Athlète      | Compétition | Adversaire Résultat | Adversaire Résultat | Adversaire Résultat | Adversaire Résultat    | Adversaire Résultat | Rang |
| ------------ | ----------- | ------------------- | ------------------- | ------------------- | ---------------------- | ------------------- | ---- |
| Faith Ogallo | +67 kg      | Mandić Défaite 0-13 | Non qualifiée       | Non qualifiée       | Kowalczuk Défaite 7-15 | Éliminée            | 7e   |

### Volley-ball

#### Beach-volley
| Athlètes                              | Tour préliminaire                          | Tour préliminaire                  | Tour préliminaire                         | Tour préliminaire | Repêchage        | 1/8e de finale   | Quarts de finale | Demi-finales     | Finale / 3e place | Finale / 3e place |
| Athlètes                              | Adversaire Score                           | Adversaire Score                   | Adversaire Score                          | Rang              | Adversaire Score | Adversaire Score | Adversaire Score | Adversaire Score | Adversaire Score  | Rang              |
| ------------------------------------- | ------------------------------------------ | ---------------------------------- | ----------------------------------------- | ----------------- | ---------------- | ---------------- | ---------------- | ---------------- | ----------------- | ----------------- |
| Gaudencia Makokha Brackcides Khadambi | Ana Patrícia / Rebecca Défaite 15–21, 9–21 | Claes / Sponcil Défaite 8–21, 6–21 | Kravčenoka / Graudiņa Défaite 6–21, 14–21 | 4e                | Éliminées        | Éliminées        | Éliminées        | Éliminées        | Éliminées         | Éliminées         |

#### Volley-ball (indoor)
| Compétition     | Phase de groupe   | Phase de groupe          | Phase de groupe    | Phase de groupe                    | Phase de groupe    | Phase de groupe | Quart de finale  | Demi-finale      | Finale / 3e place | Finale / 3e place |
| Compétition     | Adversaire Score  | Adversaire Score         | Adversaire Score   | Adversaire Score                   | Adversaire Score   | Rang            | Adversaire Score | Adversaire Score | Adversaire Score  | Rang              |
| --------------- | ----------------- | ------------------------ | ------------------ | ---------------------------------- | ------------------ | --------------- | ---------------- | ---------------- | ----------------- | ----------------- |
| Tournoi féminin | Japon Défaite 0-3 | Corée du Sud Défaite 0-3 | Serbie Défaite 0-3 | République dominicaine Défaite 0-3 | Brésil Défaite 0-3 | 6e              | Éliminées        | Éliminées        | Éliminées         | Éliminées         |